# Qiaoxi, Zhangjiakou
Qiaoxi är ett stadsdistrikt i Zhangjiakous stad på prefekturnivå  i Hebei-provinsen i norra Kina. Det ligger omkring 150 kilometer nordväst om huvudstaden Peking. 